# Guy Lemieux
 (décembre 2017).
Si vous disposez d'ouvrages ou d'articles de référence ou si vous connaissez des sites web de qualité traitant du thème abordé ici, merci de compléter l'article en donnant les références utiles à sa vérifiabilité et en les liant à la section « Notes et références ».
Guy Lemieux (1923 - 24 septembre 2007 à Québec) était un journaliste sportif québécois.  Il a été l'un des pionniers du journalisme sportif à Québec. Il a travaillé dans presque tous les médias de cette ville, que ce soit dans le journalisme écrit à L'Action catholique ou au Journal de Québec. Il a également travaillé à la télévision au Réseau TVA ainsi qu'à la Télévision de Radio-Canada, de même que pour de nombreux postes de radio.
Guy Lemieux a passé la majeure partie de sa vie professionnelle au Journal de Québec, où il a couvert, entre autres, le golf, le tennis et le ski. 

## Honneurs
- 1979 - Prix Michel-Sarrazin
- 1987 - Prix Léo-Pariseau